# روبرت هافيجورست
روبرت جيمس هافيجورست (هورلوك) (5 يونيو 1900 - 31 يناير 1991) كان كيميائيًا وفيزيائيًا وتربويًا وخبيرًا في التنمية البشرية والشيخوخة. عمل هافيجورست ونشر أعماله حتى بلغ الثمانينيات من عمره. توفي بمرض آلزهايمر في يناير 1991 في ريتشموند في ولاية إنديانا عن عمر يناهز 90 عامًا.

## االمراجع
1. 1 2 3 4 5   https://www.lib.uchicago.edu/e/scrc/findingaids/view.php?eadid=ICU.SPCL.HAVIGHURST. {{استشهاد ويب}}: |url= بحاجة لعنوان (مساعدة) والوسيط |title= غير موجود أو فارغ (من ويكي بيانات) (مساعدة)
2. ↑   https://apadiv15.org/awards/division-15-career-achievement-award/past-recipients-of-the-career-achievement-award/. {{استشهاد ويب}}: |url= بحاجة لعنوان (مساعدة) والوسيط |title= غير موجود أو فارغ (من ويكي بيانات) (مساعدة)
3. ↑  Glenn Fowler. "Robert Havighurst, 90, Educator And Expert on Youth and Old Age", The New York Times, February 2, 1991. نسخة محفوظة 2022-12-10 على موقع واي باك مشين.